# Przeciw wszystkim (film 1984)
Przeciw wszystkim (ang. Against All Odds) − amerykański film z 1984 roku, w reżyserii Taylora Hackforda, na podstawie scenariusza Daniela Mainwaringa z 1947 roku. Remake filmu Człowiek z przeszłością.
Piosenka do filmu „Against All Odds (Take a Look at Me Now)” Phila Collinsa była wielkim przebojem, otrzymała nominację do Oscara i Złotego Globu.
Tytułowa piosenka została napisana przez Philla Collinsa w roku 1981. Nosiła wtedy tytuł „How Can You Just Sit There”. Nagranie jej w roku 1984 zajęło Collinsowi zaledwie dwa dni.
Film kręcono w Los Angeles oraz w Meksyku.

## Obsada
- Jeff Bridges – Terry Brogan
- Rachel Ward – Jessie Wyler
- James Woods – Jake Wise
- Richard Widmark – Ben Caxton
- Alex Karras – Hank Sully
- Jane Greer – pani Wyler
- Dorian Harewood – Tommy
- Swoosie Kurtz – Edie
- Saul Rubinek – Steve Kirsch
- Pat Corley – Ed Phillips
- Jonathan Terry – Ryskind
- Kid Creole – August Darnell
- Ted White – ochroniarz z psem

i inni. 